# Tapirus pinchaque
A anta-da-montanha ou tapir-da-montanha (nome científico: Tapirus pinchaque) também conhecido simplesmente como anta ou tapir, é um mamífero perissodáctilo da família Tapiridae e do gênero Tapirus que habita principalmente as florestas de altitude do noroeste da América do sul. É a segunda menor espécie existente de anta, maior somente que o recentemente descrito Tapirus kabomani, também é a única espécie existente de sua família a viver fora das florestas tropicais na natureza.

## Nomenclatura e etimologia
O nome cientifico da espécie Tapirus pinchaque é proveniente do termo "La Pinchaque", uma besta imaginaria pertencente a cultura indígena local que segundo as lendas habita a mesma região que a anta-da-montanha.

## Evolução

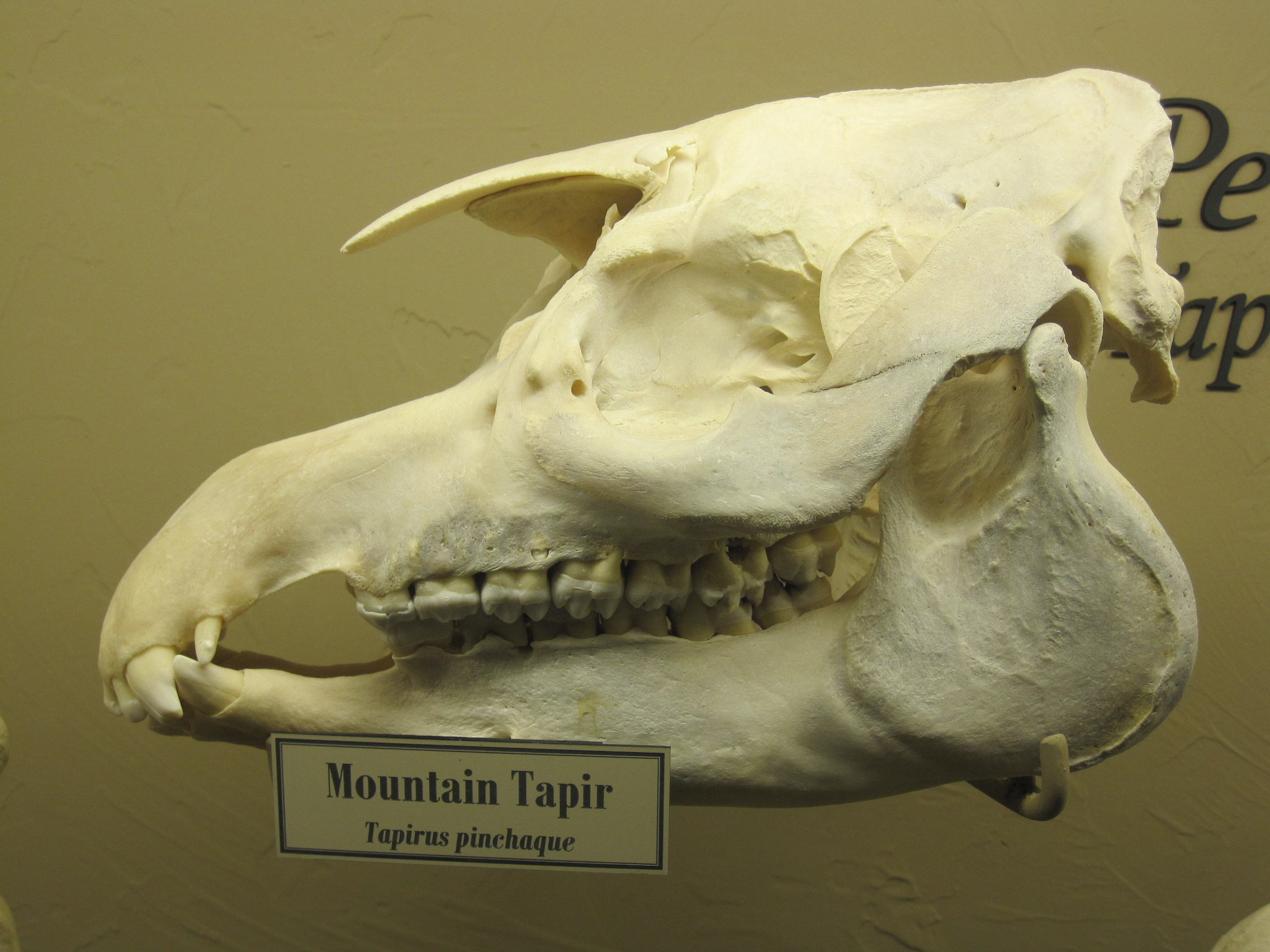
Crânio de uma anta-da-montanha exibido em um museu de osteologia.

A anta-da-montanha, segundo pesquisas é a espécie existente mais primitiva de anta e mudou muito pouco em aparência desde do surgimento do gênero Tapirus no início do Mioceno. Estudos genéticos indicam que a anta-da-montanha divergiu-se de sua parente mais próxima a anta-brasileira (tapirus terrestris) há pelo menos três milhões de anos. Isso teria sido logo após a formação do Istmo do panamá, permitindo que os antepassados das duas espécies vivas migrassem para o sul de seus respectivos pontos de origem na América Central. No entanto, as espécies modernas provavelmente se originaram nos andes, algum tempo depois dessa migração precoce.

## Distribuição geográfica e habitat
A anta-da-montanha é encontrada nas florestas de altitude e nos páramos das montanhas nas cordilheiras orientais e centrais da Colômbia, Equador e no extremo norte do Peru. No passado seu alcance pode ter sido prolongado até o oeste da Venezuela, mas já foi extinta nessa região. Normalmente vive em altitudes entre 2.000 e 4.300 metros, e nessas altitudes as temperaturas rotineiramente caem para abaixo de zero, e a pelagem da anta-da-montanha, maior do que nas demais espécies de antas, é provavelmente uma adaptação para viver nessas condições. Durante a estação das chuvas, as antas da montanha tendem a habitar as florestas temperadas dos andes, enquanto durante os meses mais secos, elas deslocam-se mais para o pé das montanhas, onde não sofrem tanto com as picadas de insetos.
A anta-da-montanha é uma espécie monotípica, o que significa que não possui subespécies reconhecidas.
No Peru, a anta é protegida no Santuário Nacional Tabaconas Namballe. A espécie precisa de extensões contínuas de florestas de altitudes temperadas, aos invés de bolsões isolados de florestas para poder produzir e manter populações saudáveis e viáveis, e esse é um grande obstaculo bem como motivo de preocupação para os conservacionistas que tentam proteger o animal da extinção.

## Descrição

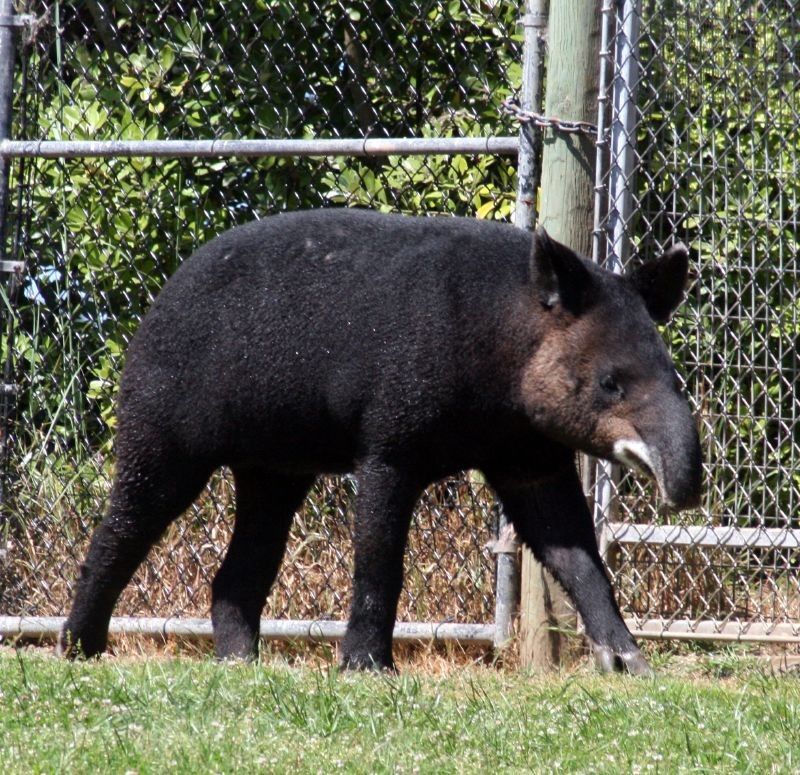
como todos os Tapirídeos, a anta-da-montanha possui uma longa e flexível probóscide

A anta-da-montanha possui uma pelagem que geralmente é preta ou castanha escura, com pelos pálidos e ocasionalmente cobertos por uma camada mais escura. O pelo se torna visivelmente mais pálido na parte inferior, em torno dos flancos e nas bochechas, uma mancha branca distinta está presente ao redor dos lábios, e embora possa variar em extensão, geralmente há manchas brancas na ponta das orelhas. Em adultos, o traseiro tem manchas pareadas de pela nua, o que pode ajudar a indicar a maturidade sexual. Os olhos são inicialmente azuis ao nascer, mais mudam para o marrom pálido à medida que o animal envelhece. Ao contrario de todas as outras espécies de antas, o pelo da anta-da-montanha e longo, espesso e liso, especialmente na parte inferior dos flancos, chegando a 3,5 cm de espessura ou mais em alguns indivíduos.
Os adultos geralmente possuem cerca de 1,8 m de comprimento e 75 cm a 1 m de altura no ombro. Eles tipicamente pesam entre 136 e 250 kg, e apesar de ambos os sexos terem tamanhos semelhantes as fêmeas são em média cerca de 25 a 100 kg mais pesadas que os machos.
Como outras espécies de antas, as antas da montanha possuem caudas pequenas e esquisitas, bem como longas e flexíveis probóscides. Elas também são dotadas de quatro dedos em cada pé dianteiro e três em cada pé traseiro, cada um com unhas grandes e apoiados em uma sola acolchoada. Um pedaço de pele nua e de cor rosa pálida ou cinza se estende logo acima de cada dedo do pé.

## Comportamento social e ecologia

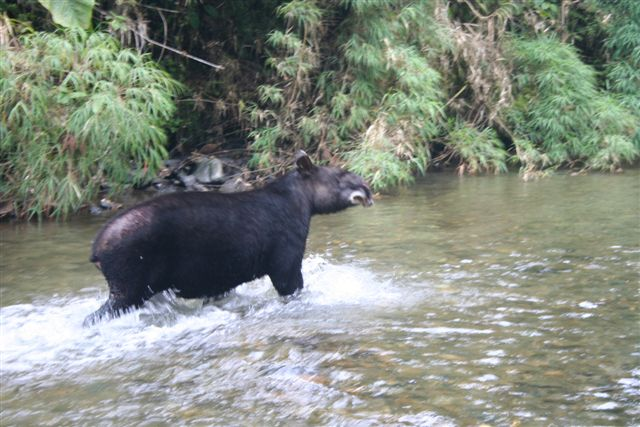
a anta-da-montanha é muita associada a água

Quando estão juntas de outros membros de sua espécie, as antas da montanha se comunicam através de assobios agudos, e os machos ocasionalmente lutam contra machos rivais pelo direito de acasalar, normalmente mordendo as patas traseiras de seus oponentes. Mas, na maioria das vezes, as antas são pacificas, tímidas e levam uma vida solitária, se encontrando com outros de sua espécie somente na época de reprodução ou quando formam pequenos grupos de mães e filhotes, passando grande parte de seu tempo forrageando em busca de alimento por entre trilhas que as próprias antas constroem por entre a mata. Apesar de seu grande tamanho, elas se deslocam com extrema facilidade no meio a densa vegetação da floresta, subindo as encostas íngremes de seus habitats montanhosos e podendo atravessar grandes distancias a nado, já que é um animal muito associado a presença de água.
As antas da montanha são geralmente animais crepusculares com seus picos de atividade se concentrando principalmente ao amanhecer e ao cair da noite, embora sejam mais ativas durante o dia que qualquer outra espécie de anta. Elas geralmente dormem da meia-noite até o amanhecer, com poucos períodos de descansos adicionais durante as horas mais quentes do dia, e geralmente fazem suas camas sobre densas coberturas vegetais . As antas geralmente forrageiam atrás de plantas macias para comer. Ao tentar acessar plantas mais altas, às vezes se levantam sobre as patas traseiras para alcançar as folhas verdes do topo. Apesar da visão das antas serem geralmente pobres, elas compensam essa deficiência com um excelente olfato.
Os machos da espécie frequentemente marcam seus territórios com pilhas de esterco, urina e arranhões nas arvores, as fêmeas por vezes também aderem a esse comportamento. Os territórios dos indivíduos geralmente se sobrepõem ao de outras antas, com cada animal reivindicando mais de 800 hectares de território para si, e as fêmeas tendem a ter territórios maiores do que os machos.

## Dieta e forrageamento

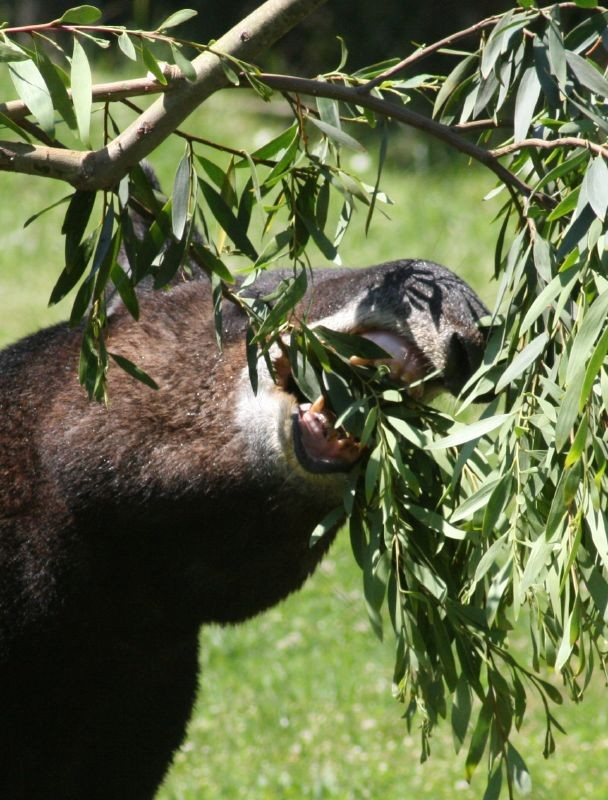
um indivíduo se alimentando de bambu em cativeiro

As antas são herbívoros e comem uma ampla variedade de plantas, folhas, gramíneas e bromélias. Na natureza, particularmente os alimentos mais comuns incluem samambaias, plantas guarda-chuva, bromélias entre outras, elas também ocasionalmente procuram por sais minerais naturais para suprir suas necessidades por este tipo mineral.
As antas da montanha são importantes dispersores de sementes em seu ambiente, e foram identificadas como um espécie fundamental nos andes. Uma proporção relativamente alta de sementes de plantas comidas por antas da montanha germinam com sucesso em seu esterco, provavelmente devido a um sistema digestivo relativamente ineficiente e uma tendência comportamental de defecar perto da água. Embora uma grande variedade de sementes sejam dispersas dessa maneira, as palmeiras em extinção parecem confiar quase que exclusivamente na anta-da-montanha para dispersar suas sementes, e está planta, justamente com o trevo das terras altas, declina drasticamente sempre que o animal é extinto de uma área.
Os principais predadores da anta-da-montanha são os pumas e, menos comumente ursos de óculos e onças pintadas.

## Reprodução e ciclo de vida

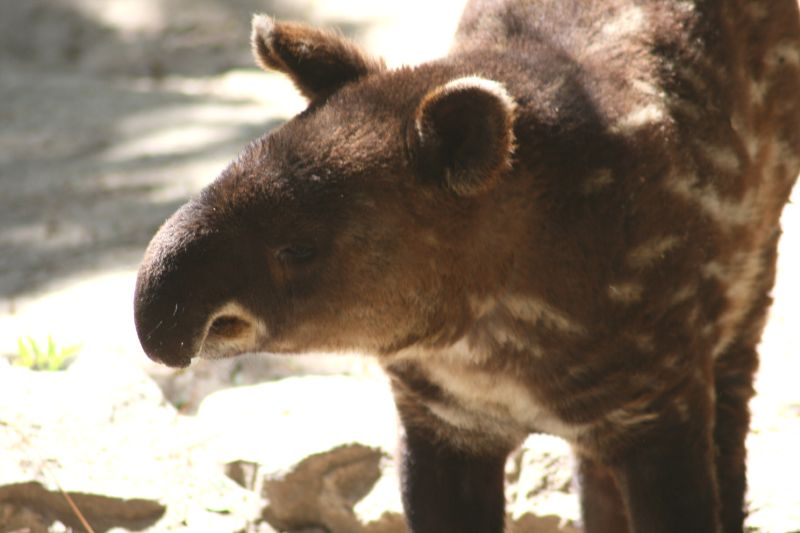
um filhote de anta-da-montanha

As antas da montanha fêmeas possuem um ciclo estral que dura aproximadamente 30 dias, e tipicamente se reproduzem apenas uma vez a cada dois anos. Durante o cortejo, o macho persegue a fêmea e lhe da mordidas de leve, também emite grunhidos e gritos para chamar sua atenção, enquanto a fêmea responde grunhindo de volta. Após uma gestação de 392 ou 393 dias, a fêmea da a luz a um único filhote, casos de gêmeos são extremamente raros.
As antas da montanha recém-nascidas pesam cerca de 5,4 a 6,2 kg e possuem uma pelagem marrom e manchada com listras brancas-ameladas, muito diferente da pelagem dos adultos, porem esse padrão peculiar desaparece quando o filhote completa doze meses, a pelagem das antas bebês também são muito mais espessas que a dos adultos, para ajudar os filhotes a suportar o frio intenso. O desmame começa por volta dos 3 meses de idade e a mãe cuida do filhote até que ele tenha 18 meses. As antas da montanha atingem a maturidade sexual com 3 anos e podem viver por até 27 anos em cativeiro.

## Conservação

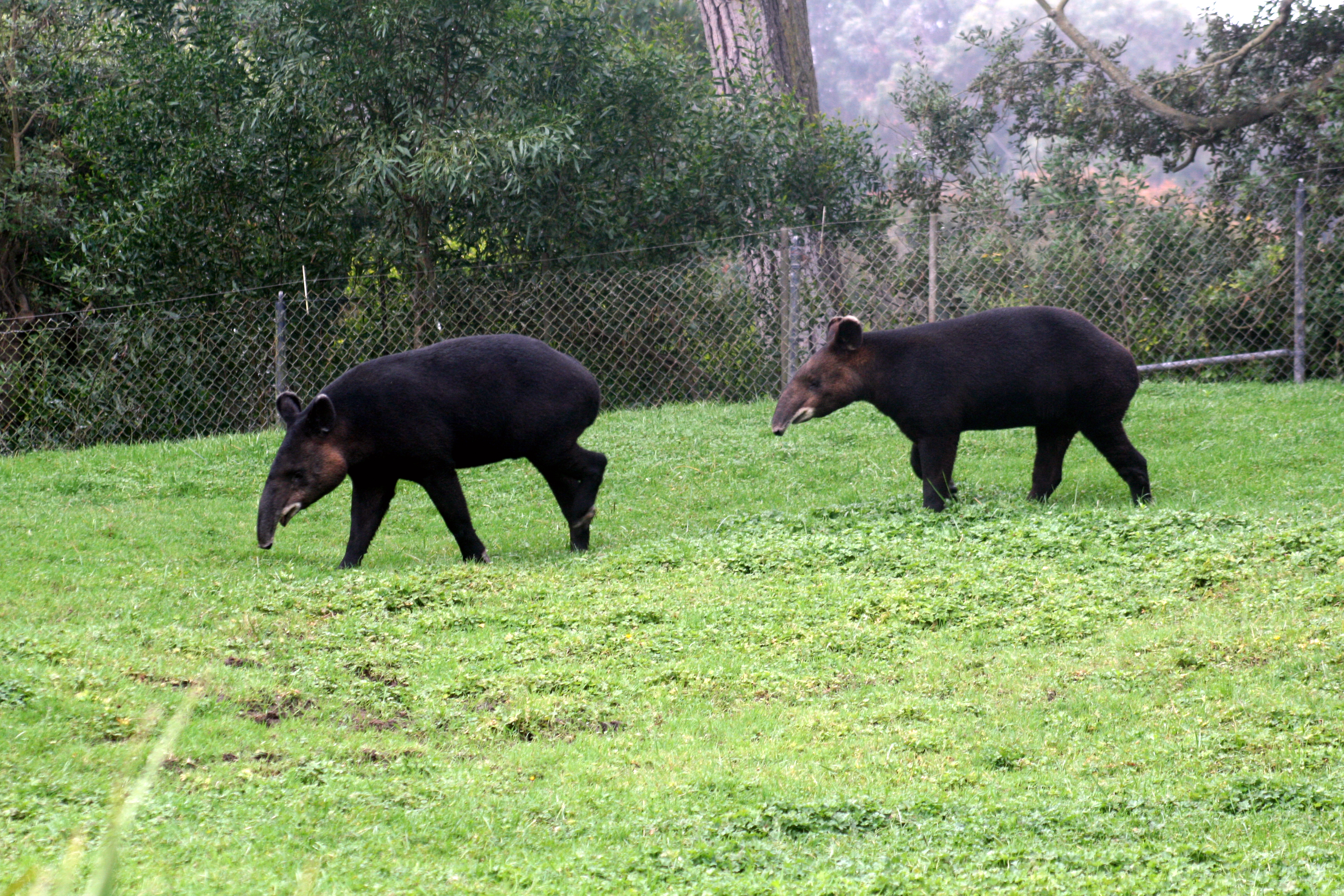
casal de antas da montanha no zoológico de são francisco, EUA.

A anta-da-montanha é a mais ameaçada dentre todas as espécie de antas, e é classificada com Em perigo pela UICN desde 1996. De acordo com a união internacional para conservação da natureza, houve uma chance de 20% de que a espécie já estivesse extinta em 2014. Devido á fragmentação de sua populações sobreviventes, a população de antas da montanha já podem ter caído abaixo do nível requerido para sustentar a diversidade genética.
Historicamente, as antas da montanha foram caçadas principalmente por sua carne, enquanto os dedos dos pés, probóscides e intestinos eram usados como medicamentos populares locais e afrodisíacos. Uma vez que elas comem os cultivos quando disponíveis, as antas acabam entrando em conflitos com fazendeiros locais, e terminam sendo mortas pelos agricultores que protegem suas lavouras. Hoje, o desmatamento para a agricultura e mineração, e a caça furtiva são as principais ameaças para a espécie.
Estimativas sugerem que hoje existam por volta de 2.500 antas da montanha na natureza, com uma população pequena tornando mais difícil para os cientistas estuda-las. Além disso, existem muito poucos indivíduos em cativeiro, apena poucos pares reprodutores estão presentes em jardins zoológicos ao redor do mundo, os nove representantes da espécie presentes em cativeiro atualmente são todos descendentes de dois únicos animais fundadores.